# Yastıktepe, Kemah
Yastıktepe là một xã thuộc huyện Kemah, tỉnh Erzincan, Thổ Nhĩ Kỳ. Dân số thời điểm năm 2010 là 52 người.